# Tennis Channel Open 2002 - Qualificazioni singolare
Le qualificazioni del singolare  del Tennis Channel Open 2002 sono state un torneo di tennis preliminare per accedere alla fase finale della manifestazione. I vincitori dell'ultimo turno sono entrati di diritto nel tabellone principale. In caso di ritiro di uno o più giocatori aventi diritto a questi sono subentrati i lucky loser, ossia i giocatori che hanno perso nell'ultimo turno ma che avevano una classifica più alta rispetto agli altri partecipanti che avevano comunque perso nel turno finale.
Le qualificazioni del torneo Tennis Channel Open 2002 prevedevano 32 partecipanti di cui 4 sono entrati nel tabellone principale.

## Teste di serie
1. Michael Kohlmann (Qualificato)
2. Robby Ginepri (Qualificato)
3. Byron Black (Qualificato)
4. Kevin Kim (ultimo turno)

1. Michael Joyce (Qualificato)
2. Ignacio Hirigoyen (ultimo turno)
3. Thomas Blake (ultimo turno)
4. Jeff Tarango (ultimo turno)

## Qualificati
1. Michael Kohlmann
2. Robby Ginepri

1. Byron Black
2. Michael Joyce

## Tabellone

### Legenda
| - Q = Qualificato - WC = Wild card - LL = Lucky loser | - ALT = Alternate - SE = Special Exempt - PR = Protected Ranking | - w/o = Walkover - r = Ritirato - d = Squalificato |

### Sezione 1
|  | Primo turno   | Primo turno   | Primo turno | Primo turno | Primo turno |  |  | Secondo turno | Secondo turno    | Secondo turno    | Secondo turno | Secondo turno |   |   | Ultimo turno | Ultimo turno     | Ultimo turno     | Ultimo turno | Ultimo turno |  |
|  |               |               |             |             |             |  |  |               |                  |                  |               |               |   |   |              |                  |                  |              |              |  |
|  |               |               |             |             |             |  |  |               |                  |                  |               |               |   |   |              |                  |                  |              |              |  |
|  |               |               |             |             |             |  |  | 1             | Michael Kohlmann | Michael Kohlmann | 6             | 6             |   |   |              |                  |                  |              |              |  |
|  | Gregg Hill    | Gregg Hill    | 5           | 7           | 6           |  |  |               | Gregg Hill       | Gregg Hill       | 4             | 2             |   |   |              |                  |                  |              |              |  |
|  | Chris Stewart | Chris Stewart | 7           | 5           | 4           |  |  |               |                  |                  |               |               |   |   | 1            | Michael Kohlmann | Michael Kohlmann | 6            | 7            |  |
|  | Kean Feeder   | Kean Feeder   | 6           | 62          | 6           |  |  |               |                  | 7                | Thomas Blake  | Thomas Blake  | 3 | 5 |              |                  |                  |              |              |  |
|  | Clint Letcher | Clint Letcher | 2           | 7           | 1           |  |  |               | Kean Feeder      | Kean Feeder      | 5             | 4             |   |   |              |                  |                  |              |              |  |
|  |               |               |             |             |             |  |  | 7             | Thomas Blake     | Thomas Blake     | 7             | 6             |   |   |              |                  |                  |              |              |  |
|  |               |               |             |             |             |  |  |               |                  |                  |               |               |   |   |              |                  |                  |              |              |  |

### Sezione 2
|  | Primo turno      | Primo turno      | Primo turno      | Primo turno | Primo turno |  |  | Secondo turno | Secondo turno     | Secondo turno     | Secondo turno     | Secondo turno |   |   | Ultimo turno | Ultimo turno  | Ultimo turno | Ultimo turno | Ultimo turno |  |
|  |                  |                  |                  |             |             |  |  |               |                   |                   |                   |               |   |   |              |               |              |              |              |  |
|  |                  |                  |                  |             |             |  |  |               |                   |                   |                   |               |   |   |              |               |              |              |              |  |
|  |                  |                  |                  |             |             |  |  | 2             | Robby Ginepri     | Robby Ginepri     | 6                 | 6             |   |   |              |               |              |              |              |  |
|  | Farruch Dustov   | Farruch Dustov   | Farruch Dustov   | 7           | 6           |  |  |               | Farruch Dustov    | Farruch Dustov    | 3                 | 2             |   |   |              |               |              |              |              |  |
|  | David Macpherson | David Macpherson | David Macpherson | 69          | 4           |  |  |               |                   |                   |                   |               |   |   | 2            | Robby Ginepri | 6            | 4            | 6            |  |
|  | Matt Klinger     | Matt Klinger     | 6                | 5           | 6           |  |  |               |                   | 6                 | Ignacio Hirigoyen | 3             | 6 | 2 |              |               |              |              |              |  |
|  | Brian Baker      | Brian Baker      | 4                | 7           | 4           |  |  |               | Matt Klinger      | Matt Klinger      | 64                | 4             |   |   |              |               |              |              |              |  |
|  |                  |                  |                  |             |             |  |  | 6             | Ignacio Hirigoyen | Ignacio Hirigoyen | 7                 | 6             |   |   |              |               |              |              |              |  |
|  |                  |                  |                  |             |             |  |  |               |                   |                   |                   |               |   |   |              |               |              |              |              |  |

### Sezione 3
|  | Primo turno        | Primo turno        | Primo turno        | Primo turno | Primo turno |  |  | Secondo turno | Secondo turno      | Secondo turno      | Secondo turno | Secondo turno |   |    | Ultimo turno | Ultimo turno | Ultimo turno | Ultimo turno | Ultimo turno |  |
|  |                    |                    |                    |             |             |  |  |               |                    |                    |               |               |   |    |              |              |              |              |              |  |
|  |                    |                    |                    |             |             |  |  |               |                    |                    |               |               |   |    |              |              |              |              |              |  |
|  |                    |                    |                    |             |             |  |  | 3             | Byron Black        | Byron Black        | 6             | 6             |   |    |              |              |              |              |              |  |
|  | Pim Van Mele       | Pim Van Mele       | Pim Van Mele       | 6           | 7           |  |  |               | Pim Van Mele       | Pim Van Mele       | 0             | 0             |   |    |              |              |              |              |              |  |
|  | Gerald Mandl       | Gerald Mandl       | Gerald Mandl       | 4           | 64          |  |  |               |                    |                    |               |               |   |    | 3            | Byron Black  | 4            | 7            | 7            |  |
|  | Alex Bogomolov Jr. | Alex Bogomolov Jr. | Alex Bogomolov Jr. | 6           | 6           |  |  |               |                    | 8                  | Jeff Tarango  | 6             | 5 | 68 |              |              |              |              |              |  |
|  | Eric Basica        | Eric Basica        | Eric Basica        | 3           | 0           |  |  |               | Alex Bogomolov Jr. | Alex Bogomolov Jr. | 2             | 3             |   |    |              |              |              |              |              |  |
|  | 8                  | Jeff Tarango       | Jeff Tarango       | 6           | 6           |  |  | 8             | Jeff Tarango       | Jeff Tarango       | 6             | 6             |   |    |              |              |              |              |              |  |
|  |                    | Andrew Florent     | Andrew Florent     | 1           | 3           |  |  |               |                    |                    |               |               |   |    |              |              |              |              |              |  |

### Sezione 4
|  | Primo turno      | Primo turno      | Primo turno      | Primo turno      | Primo turno |  |  | Secondo turno | Secondo turno  | Secondo turno  | Secondo turno | Secondo turno |   |   | Ultimo turno | Ultimo turno | Ultimo turno | Ultimo turno | Ultimo turno |  |
|  |                  |                  |                  |                  |             |  |  |               |                |                |               |               |   |   |              |              |              |              |              |  |
|  |                  |                  |                  |                  |             |  |  |               |                |                |               |               |   |   |              |              |              |              |              |  |
|  |                  |                  |                  |                  |             |  |  | 4             | Kevin Kim      | Kevin Kim      | 6             | 6             |   |   |              |              |              |              |              |  |
|  | Pavel Joromsky   | Pavel Joromsky   | Pavel Joromsky   | Pavel Joromsky   | 6           |  |  |               | Pavel Joromsky | Pavel Joromsky | 2             | 2             |   |   |              |              |              |              |              |  |
|  | Julien Cassaigne | Julien Cassaigne | Julien Cassaigne | Julien Cassaigne | 4r          |  |  |               |                |                |               |               |   |   | 4            | Kevin Kim    | 64           | 6            | 5            |  |
|  | Dušan Vemić      | Dušan Vemić      | Dušan Vemić      | 6                | 6           |  |  |               |                | 5              | Michael Joyce | 7             | 1 | 7 |              |              |              |              |              |  |
|  | Olivier Charroin | Olivier Charroin | Olivier Charroin | 4                | 3           |  |  |               | Dušan Vemić    | Dušan Vemić    | 3             | 4             |   |   |              |              |              |              |              |  |
|  |                  |                  |                  |                  |             |  |  | 5             | Michael Joyce  | Michael Joyce  | 6             | 6             |   |   |              |              |              |              |              |  |
|  |                  |                  |                  |                  |             |  |  |               |                |                |               |               |   |   |              |              |              |              |              |  |